# Julianna Református Általános Iskola
A Julianna Református Általános Iskola egy budapesti alapfokú, egyházi fenntartású oktatási intézmény.
A Budapest VII. kerületében, a Fasori református templom mögött álló telken holland támogatással 1926-ban épült meg az iskola épülete. Az iskola református egyházi vezetősége az iskolát akkori holland trónörökös hercegnőről, Juliannáról (a későbbi I. Julianna holland királynőről) nevezte el. Az 1948-as államosításig négyosztályos elemi iskolaként működött. Ezt követően az épület iskolaként és egyéb célokra szolgált. 1991-ben a Budapest-Fasori Református Egyházközség akkori vezetői kezdeményezték az iskola egyházi tulajdonba történő visszavételét, ami az 1992/1993-as tanévben meg is történt.
1994-ig a Rottenbiller Utcai Általános Iskola tanulóival és tanáraival közösen használták az épületet, majd teljesen visszakerült az eredeti tulajdonoshoz. Ezt követően hat osztályos általános iskola, majd 2010-ben nyolcosztályossá alakult. 2014-ben az iskola megkapta a a Rottenbiller utcai iskola időközben megüresedett épületét is (Rottenbiller u. 43., épült: 1893, tervezte: Kommer József), amely még 1891-92-ben épült elemi iskolának. Jelenlegi címe is – a korábbi Lövölde térrel szemben – ide van bejegyezve Rottenbiller utca 43.